# Pipaix
Pipaix is een dorp in de Belgische provincie Henegouwen, en een deelgemeente van de Waalse stad Leuze-en-Hainaut.
Pipaix was een zelfstandige gemeente, tot die bij de gemeentelijke herindeling van 1977 toegevoegd werd aan de gemeente Leuze-en-Hainaut.
In Pipaix zijn twee brouwerijen gevestigd, Brasserie Dubuisson en Brasserie à Vapeur.

## Bezienswaardigheden
- De Onze-Lieve-Vrouwekerk (Église Notre-Dame) is een classicistische kerk uit 1782. Het ingangsportaal, in art deco, is 20e-eeuws.
- Het Château de Ghyssegnies is van 1766, deels verbouwd in de 2e helft van de 19e eeuw. Het kasteel ligt in een park.
- Het Château de la Catoire is een neoclassicistisch bouwwerk uit het midden van de 19e eeuw, dat gelegen is in een landschapspark. Noordelijk ligt het Bois de la Catoire.

## Natuur en landschap
Pipaix ligt aan de Rieu des Broquets die uitmondt in de Westelijke Dender. De hoogte bedraagt 59 meter aan de kerk.

## Demografische ontwikkeling
- Bronnen:NIS, Opm:1831 tot en met 1970=volkstellingen, 1976= inwoneraantal op 31 december

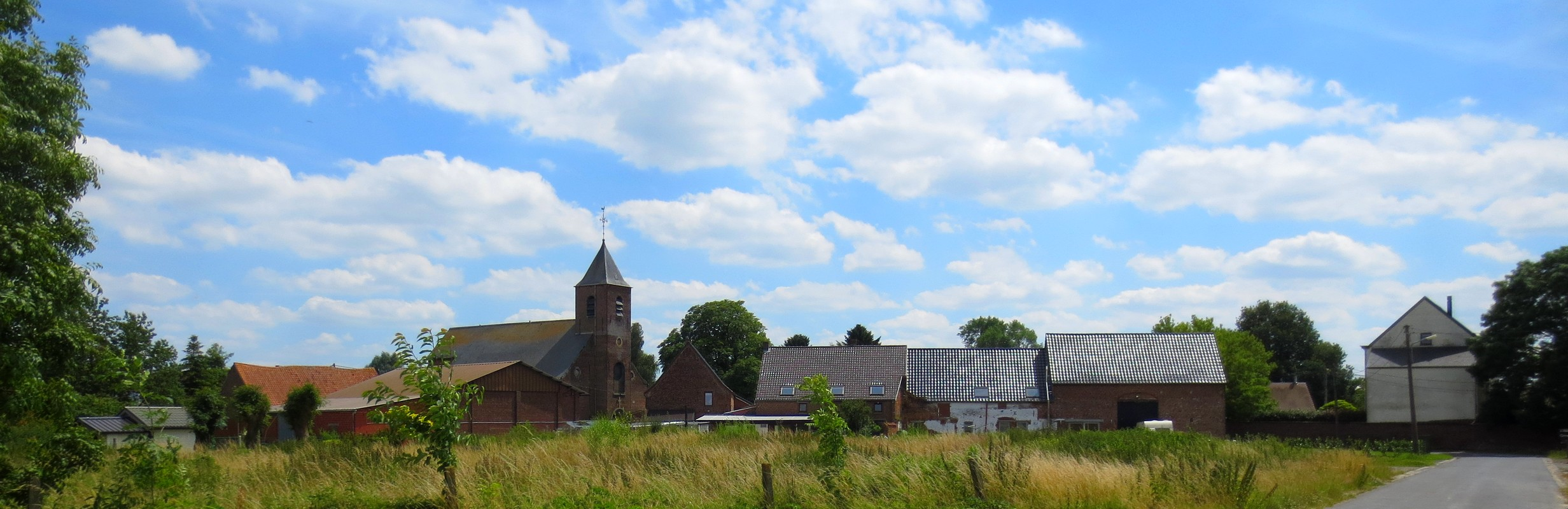
Pipaix

## Nabijgelegen kernen
Leuze-en-Hainaut, Gallaix, Barry, Baugnies, Willaupuis